# كامب نو
كامب نو (بالكتلانية:Camp Nou؛ أي «الملعب الجديد») أو سبوتيفاي كامب نو لأسباب الرعاية (Spotify Camp Nou) هو ملعب كرة قدم يقع في منطقة ليس كورتس بمدينة برشلونة، بإقليم كتالونيا الإسباني. افتتح الملعب في 24 سبتمبر 1957 بعد 3 سنوات من عمليات البناء التي بدأت في 28 مارس 1954. ويتسع الملعب لحضور حوالي 99,354 متفرج، مما يجعله أكبر ملعب كرة قدم في قارة أوروبا. يعدّ ملعب الكامب نو الملعب الرئيسي لنادي الدرجة الأولى الإسباني نادي برشلونة.
استضاف الملعب نهائيين لكأس أوروبا/دوري أبطال أوروبا في عامي 1989 و1999، ونهائيين لكأس الكؤوس الأوروبية، وأربع مباريات نهائية لكأس المعارض الأوروبية بين المدن، وخمس مباريات في كأس السوبر الأوروبي، وأربعة نهائيات في كأس الملك (إسبانيا)، ونهائيين في كأس الدوري الإسباني. وواحد وعشرون نهائي كأس السوبر الإسباني. استضاف كذلك خمس مباريات في كأس العالم لكرة القدم 1982 (بما في ذلك المباراة الافتتاحية)، ونصف المباريات الأربع في كأس الأمم الأوروبية 1964، ونهائي بطولة كرة القدم في دورة الألعاب الأولمبية الصيفية لعام 1992.
بدأت أعمال تجديد الملعب بعد نهاية موسم 2022–23. ومن المقرر انتهاء جميع التجديدات كليًّا في يونيو من عام 2026، على الرغم من احتمالية عودة النادي قبل ذلك التاريخ. أصبح ملعب لويس كومبانيس الأولمبي بمثابة الملعب الرئيس لبرشلونة في أثناء عمليات التجديد.

## التاريخ
بدأ بناء الملعب عام 1954 واستمر حتى عام 1957، وكان المهندس المسؤول عن البناء هو فرانسيس فميتجانس ميرو وجوزيف سوتيرنس مورى بالتعاون مع لورنزو غارسيا باربون، وقدرت تكلفة المشروع بنحو 288 مليون بيزيتا وعندما أنشأ النادي كانت مساحته: 107×72 متر إلا أنه تم تقليصه بسبب قرار من الفيفا إلى:105×68 متر.
كان الافتتاح في 24 سبتمبر 1957 وكان سعة المتفرجين يقدر بــ 73,054 شخص
على الرغم من أن العمل في الملعب كان لم يكتمل بعد، ولكن أكثر من 80,000 متفرج تمكنوا من مشاهدة الحدث الذي استمر مع ممثلي جميع نوادي كرة القدم الرئيسية في كاتالونيا
و كانت الافتتاح في الملعب بفوز البارسا 4-2
و لقد مر على الملعب عدة تجديدات وتحسينات منذ عام1957 أهمها الكشف على نظام الإضاءة في عام 1959، فضلا عن إضافة المدرج اللوحة الإلكترونية وغرفة الصحافة.و تم تمديد بنية أدنى مستوى لها في عام 1994، والتي تضمنت خفض مستوى أرضية الملعب.
و تم تحديد اسم الكامب نو بناء على تصويت أعضاء النادي بريدياً حيث وصل عدد الأصوات إلى 29,102
حيث يصل أقصى ارتفاعه إلى 48 مترا) (حيث يصل طوله إلى 250 متر وعرضه إلى 220 متر))، ويغطى الملعب مساحة 55,000 متر مربع.
مع قدره 99,354 متفرج، وهو الآن أكبر ملعب في أوروبا
منح الكامب نو وسام الخمس نجوم في موسم 1998-1999 من الفيفا
و لقد تم إنشاء متحف فخم داخل الكامب نو ارتأت فكرة إنشاء المتحف للسيد خوان جامبر في عام 1920
لكن لسبب ما تاجلت هذه الفكرة إلى 1980 في عهد الرئيس لويس نونيز فطبق الفكرة حينها.
وبعد ذلك جرت له تكبيرات في الأعوام 87 و94 و98 ليصل إلى 3500 متر مربع والكامب نو (تعني بالكتلونية الملعب الجديد)وهو بالتالي أكبر ملعب كرة قدم في أوروبا.

## الاحتفال
للاحتفال بالذكرى الـ50 من إنشاء الملعب اعيد نموذج الملعب عن طريق المعماري الإنجليزي فوستر. وكان الهدف من ذلك تكامل الملعب والبيئة الحضارية، ولكن النادي لايسعى في زيادة عدد المقاعد، بل يريد 50% من المقاعد ان تكون تحت الغطاء. وفي يوم 18 سبتمبر 2007 تم اختيار إعادة هيكل الكامب نو من المهندس المعماري البريطاني نورمان فوستر وشركته، وتشمل هذه الخطة 10,000 مقعد اضافي بتكلفة تقديرية تبلغ 250 مليون €.

## أهم الفعاليات
شهد ملعب الكامب نو عدداً من الفعاليات الرياضية الهامة وأبرزها:
- استضافة المباراة الأفتتاحية في بطولة كأس العالم 1982 التي أقيمت في إسبانيا وعدد من مباريات البطولة.
- استضافة حفلي افتتاح وختام دورة ألعاب أولمبية التي اقيمت بمدينة برشلونة عام 1992.
- استضافة عدد من نهائيات بطولات الأندية الأوروبية، إذ استضاف مبارتي نهائي دوري أبطال أوروبا عامي 1989 و 1999 إضافة إلى نهائي كأس الاتحاد الأوروبي للأندية أبطال الكؤوس عام 1972.

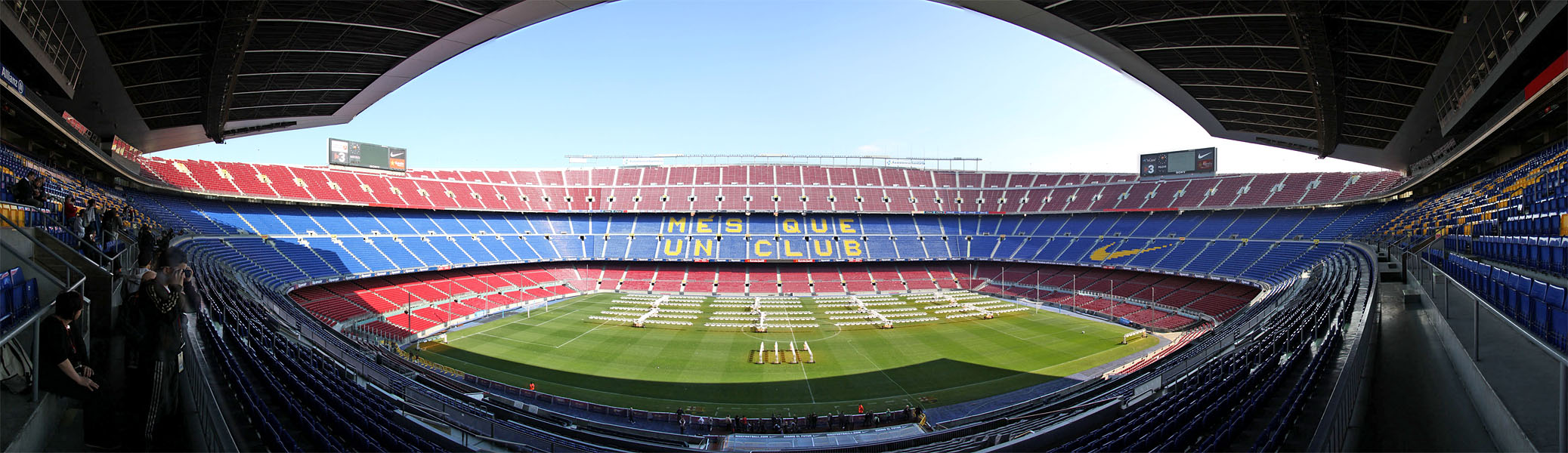
مشهد بانورامي من الملعب